# Eudo de Châtillon
Eudo de Châtillon (c. 860 - 923) foi um nobre da França medieval, tendo sido detentor do título de Senhor de Chatillon-sur-Marne e de Bazoches, localidades da actual comuna francesa, situada no departamento de Marne na região Champanhe-Ardenas.

## Relações familiares
Foi filho de Urso de Châtillon, Conde de Champanhe e de Berta de Itália Foi pai de:
1. Hérivée de Châtillon casado com Gisele de Cambrai (951 - 1001)